# Ol' Man River

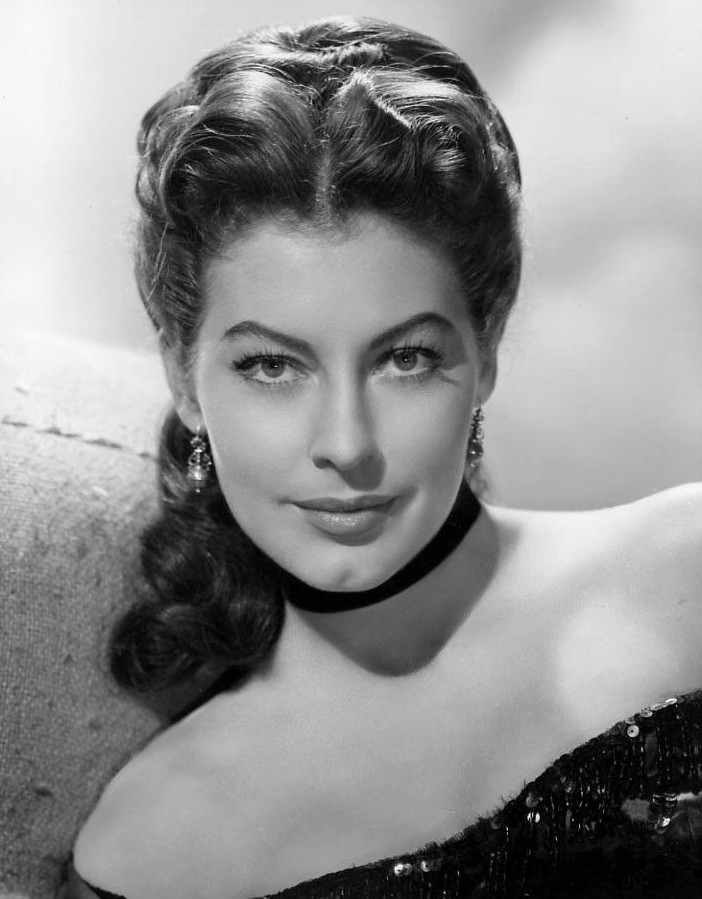
Ava Gardner Show Boat 1951.

Ol' Man River é uma canção escrita por Oscar Hammerstein II, com música de Jerome Kern, datada de 1927. É o tema da comédia musical "Show Boat (1936)" (Barco das Ilusões), que fala da triste história e da luta dos trabalhadores afro-americanos, do ponto de vista de um "docker" negro, personificando o Rio Mississipi que corre incessantemente, chamando-o de Ol' Man River, ou seja, um rio antigo e experiente. Muitos músicos, grupos e cantores regravaram essa canção, sendo Paul Robeson, muito provavelmente, o mais aclamado. Judy Garland, Bing Crosby, Frank Sinatra, Ray Charles, Ruth Brown et Art Pepper (Winter Moon, 1980), também fizeram grande sucesso com aquela que é considerada um clássico da canção Norte-Americana.